# Josep Jordana i Andorrà
Josep Jordana i Andorrà (Toloriu 1914 – 1994), més conegut com el Comare de Toloriu, fou un acordionista català i un dels últims referents de la tradició oral d'aquest instrument. Començà a tocar l'acordió diatònic amb només 8 anys i el seu pare li ensenyà a tocar-lo. Va estar en actiu entre 1934 i 1970 i, després d'uns anys de pausa, reprengué l'activitat musical entre 1976 i 1992. Tenia un extens repertori de balls populars de l'època (pericons, valsos, pasdobles, foxtrots, rumbes, xarlestons…) que aprenia d'oïda i que interpretava pels pobles de la Vall del Cadí els dies de festa. Tot i la seva extensa trajectòria musical, treballava de pagès, ramader i caçador, i també regentava una botiga i un hostal a Toloriu. L'any 1993, el Festival Tradicionàrius li feu un homenatge, amb la participació de grups actuals l'obra dels quals ha rebut influències de la música de Jordana. El seu repertori ha estat arxivat i enregistrat per l'Associació Arsèguel i els acordionistes del Pirineu.